# Halím Benmabrúk
Abdelhamíd Halím Benmabrúk (arabul: حليم بن مبروك); (Lyon, 1960. június 25. – ) algériai válogatott labdarúgó.

## Pályafutása

### Klubcsapatban
Lyonban született, Franciaországban. 1981 és 1982 között a Paris FC csapatában játszott. 1982 és 1990 között a Racing Paris játékosa volt. Az 1990–91-es szezonban a Girondins Bordeaux, az 1991–1992-ben az Olympique Lyon labdarúgója volt. 

### A válogatottban
1986-ban 3 alkalommal szerepelt az algériai válogatottban. Részt vett az 1986-os világbajnokságon, ahol az Észak-Írország és a Brazília elleni csoportmérkőzésen kezdőként lépett pályára. A Spanyolország elleni találkozón nem kapott lehetőséget.

## Sikerei, díjai
RC Paris
- Francia kupadöntős (1): 1990